# Sal Rei

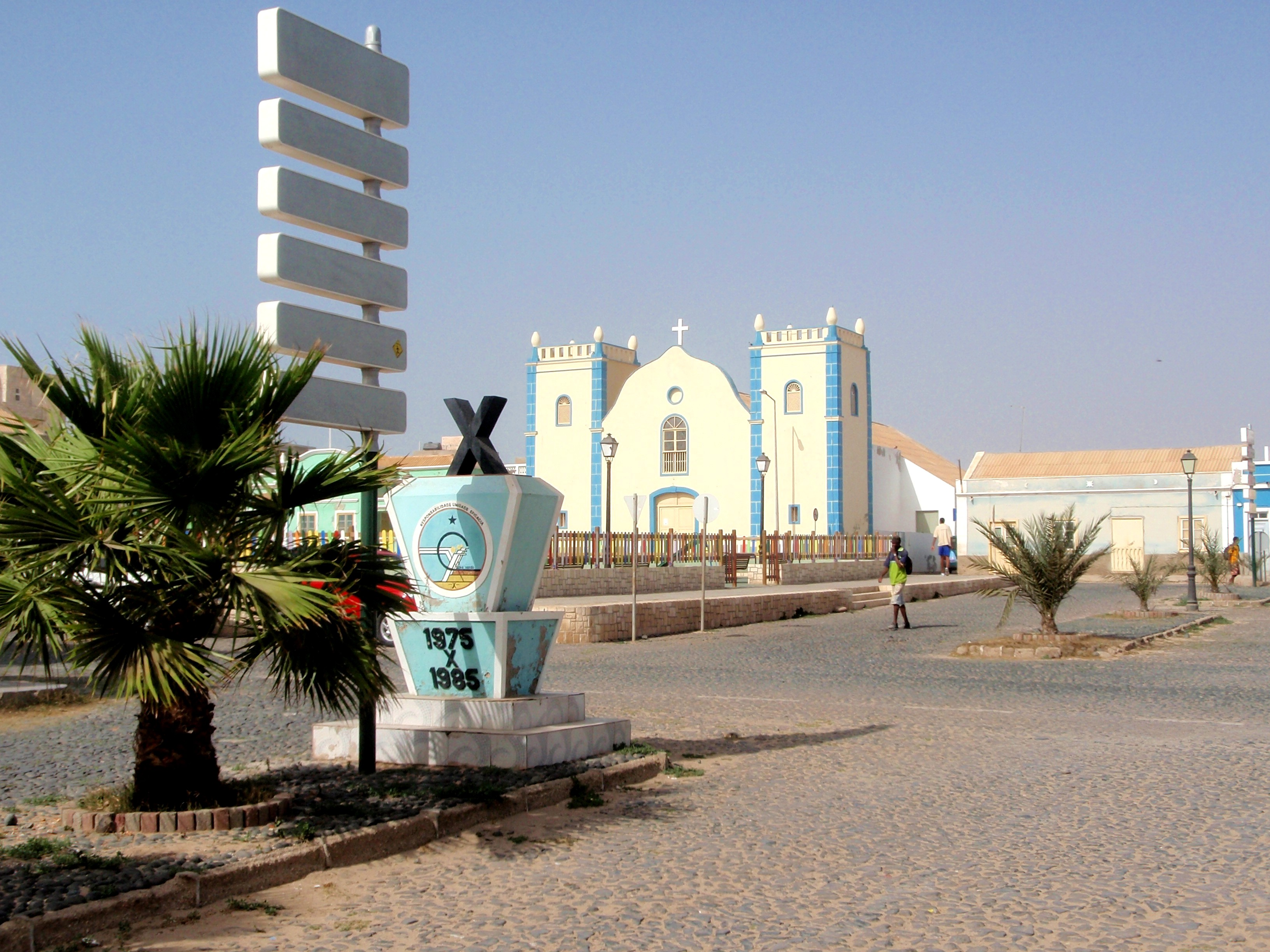
Sal Rei - kościół i pomnik 10-lecia niepodległości Republiki Wysp Zielonego Przylądka (1985)

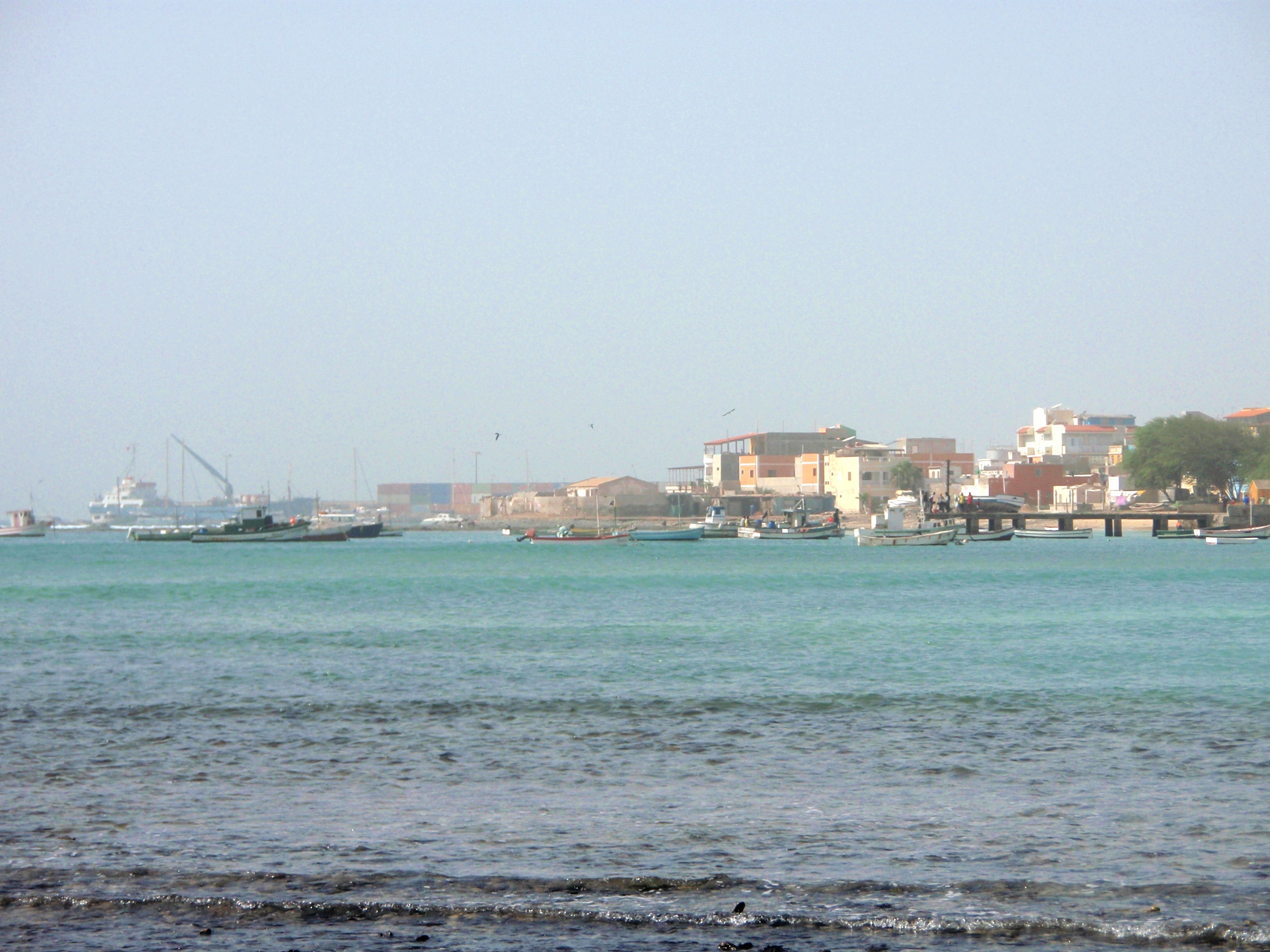
Sal Rei - widok na port

Sal Rei – miasto w Republice Zielonego Przylądka, położone w północno-zachodniej części wyspy Boa Vista. Jest głównym miastem wyspy oraz siedzibą władz okręgu Boa Vista. Według danych ze spisu powszechnego z 2010 r. miasteczko liczy 5 778 mieszkańców.
Nazwa miasta znaczy w języku portugalskimKrólewska Sól i wywodzi się z czasów, kiedy to głównym przemysłem na wyspie była produkcja soli.
Na terenie Sal Rei znajduje się główny port wyspy. W pobliżu leży mała wysepka Ilhéu de Sal Rei.
Mieszkańcy Sal Rei utrzymują się głównie z turystyki. Drużyna piłkarska miasta to Académica Sal-Rei.